# Groep Agema
Groep Agema was een onafhankelijke Statenfractie in de Provinciale Staten van de provincie Noord-Holland.
De fractie was een afsplitsing van de Lijst Pim Fortuyn (LPF) waar Fleur Agema in 2003 aanvankelijk voor was gekozen. Een jaar later verliet Agema de LPF, uit onvrede met de voortdurende interne onenigheid. Ze besloot als onafhankelijk Statenlid aan te blijven. In die periode wilde zij de aandacht vestigen op de subsidieverstrekking door de provincie aan bijvoorbeeld de Milieufederatie Noord-Holland en de Stichting Stedenband Haarlem-Mutare.
In 2006 sloot Agema zich aan bij de Partij voor de Vrijheid (PVV) van Geert Wilders.